# Ulrika Kalte
Maria Ulrika Kalte (* 19. Mai 1970 in Skärholmen) ist eine ehemalige schwedische Fußballnationalspielerin. Die Stürmerin spielte von 1989 bis 1996 in der schwedischen Nationalmannschaft der Frauen für die sie bei der Fußball-Weltmeisterschaft der Frauen 1995 und den Olympischen Spielen 1996 in Atlanta spielte.

## Karriere
Ulrika Kalte spielte für die schwedischen Vereine Hammarby IF und Älvsjö AIK.
Am 23. Mai 1989 machte sie beim 2:0 im Wembley-Stadion gegen England ihr erstes Länderspiel als Vorspiel zum Spiel der englischen Männermannschaft gegen Chile im Rahmen des „Rous-Cups“. Für die unmittelbar darauffolgende EM 1989 wurde sie aber nicht nominiert. Bis zu ihrem nächsten Spiel musste sie fast drei Jahre warten: am 8. März 1992 wurde sie beim Turnier in Agia Napa auf Zypern gegen Norwegen eingewechselt und erzielte dabei ihr erstes Länderspieltor. Auch im zweiten Turnierspiel gegen Dänemark wurde sie wieder eingewechselt und erzielte wieder ein Tor. In den nächsten Spielen kam sie dann ebenfalls zum Einsatz und erst nach ihrem neunten Spiel folgte eine Pause von vier Spielen. Danach fehlte sie bis zu ihrem Karriereende nur einmal, am 21. Januar 1996 bei einer der sechs höchsten Niederlagen der Schwedinnen.
1994 nahm sie an der ersten Austragung des Algarve-Cups teil und wurde mit ihrer Mannschaft Dritte. In beiden Halbfinalen der EM 1995 gegen Norwegen erzielte sie je ein Tor Nach den EM-Halbfinalspielen gewann sie mit ihrer Mannschaft dann auch noch die zweite Austragung des Algarve-Cups durch ein 3:2 nach Verlängerung gegen Dänemark. Sie verlor dann aber das EM-Finale gegen Deutschland mit 2:3. Im Vorfeld der Heim-WM 1995 erzielte sie beim ersten Spiel der Schwedinnen gegen Australien vier der fünf Tore. Bei der WM konnten sie sich dann zwar an der deutschen Mannschaft revanchieren und das Gruppenspiel gegen sie mit 3:2 gewinnen, während die Deutschen aber bis ins Finale vorstießen, scheiterten die Schwedinnen im Viertelfinale an China. Dabei hatte sie zwar in der dritten Minute der Nachspielzeit das Tor zum 1:1-Ausgleich erzielt, im Elfmeterschießen, das auf die torlose Verlängerung folgte und bei dem sie nicht eingesetzt wurde, verschossen aber zwei ihrer Mitspielerinnen. Durch den Einzug ins Viertelfinale hatten sich die Schwedinnen aber für das erste olympische Fußballturnier bei den Olympischen Spielen in Atlanta qualifiziert. Beim Algarve-Cup 1996 erreichte sie mit ihrer Mannschaft zwar das Finale, verlor den Titel aber nach einer 0:4-Niederlage an Norwegen und auch bei den Olympischen Spielen lief es nicht gut: Nach den beiden ersten Niederlagen gegen China und die USA war der 3:1-Sieg gegen Dänemark bedeutungslos. Nach den Olympischen Spielen bestritt sie noch ein Spiel in der Qualifikation für die EM 1997 gegen Dänemark unter der neuen Trainerin Marika Domanski Lyfors. Danach endete ihre Karriere mit 56 Länderspielen und 20 Toren, wovon sie die letzten drei am 15. Oktober 1995 beim 8:0 gegen Rumänien erzielt hatte. Mit den 20 Toren liegt sie noch mit zwei anderen Spielerinnen, darunter der noch aktiven Nilla Fischer, auf Platz 13 der Torschützinnenliste.

## Erfolge
- Vizeeuropameister: 1995
- Algarve-Cup-Sieger: 1995